# Arquebisbat de Breslau
L'arquebisbat de Breslau —Archidiecezja wrocławska (polonès); Erzbistum Breslau (alemany); Arcidiecéze vratislavská (txec); Archidioecesis Vratislaviensis (llatí)— és una seu metropolitana de l'Església Catòlica a Polònia. Al 2010 tenia 1.152.710 batejats sobre una població de 1.199.332 habitants. Des del 2013està regida per l'arquebisbe Józef Piotr Kupny.

## Territori
L'arxidiòcesi comprèn la part oriental del voivodat de la Baixa Silèsia i districtes de Brzeg i de Namysłów, al voivodat d'Opole. La seu arxiepiscopal és la ciutat de Breslau, on es troba la catedral de Sant Joan Baptista. El territori està dividit en 33 deganats i 300 parròquies.

### Diòcesis sufragànies

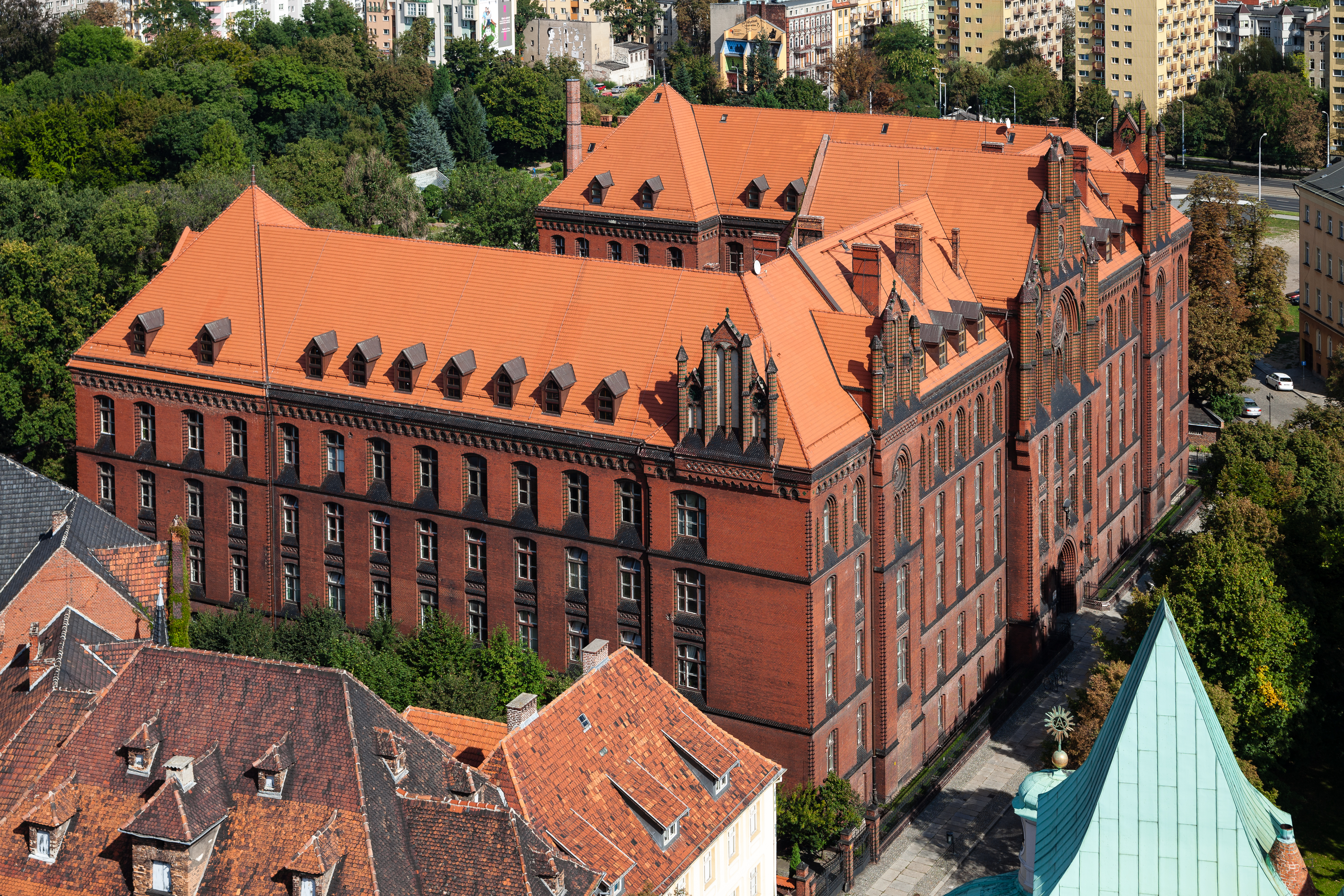
El seminari metropolità de Breslau.

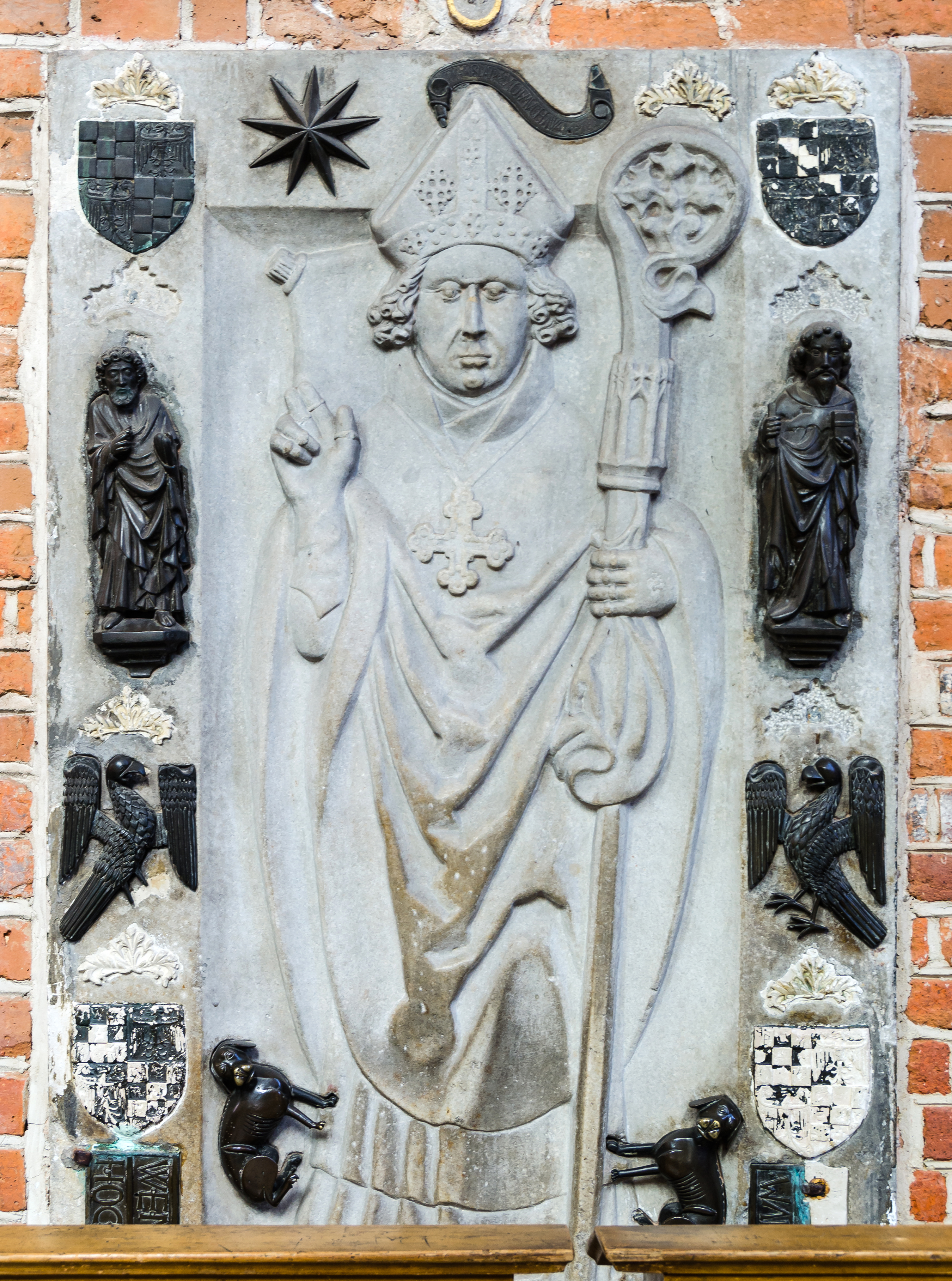
Sepulcre de Wacław z Legnicy, bisbe del 1382 al 1417

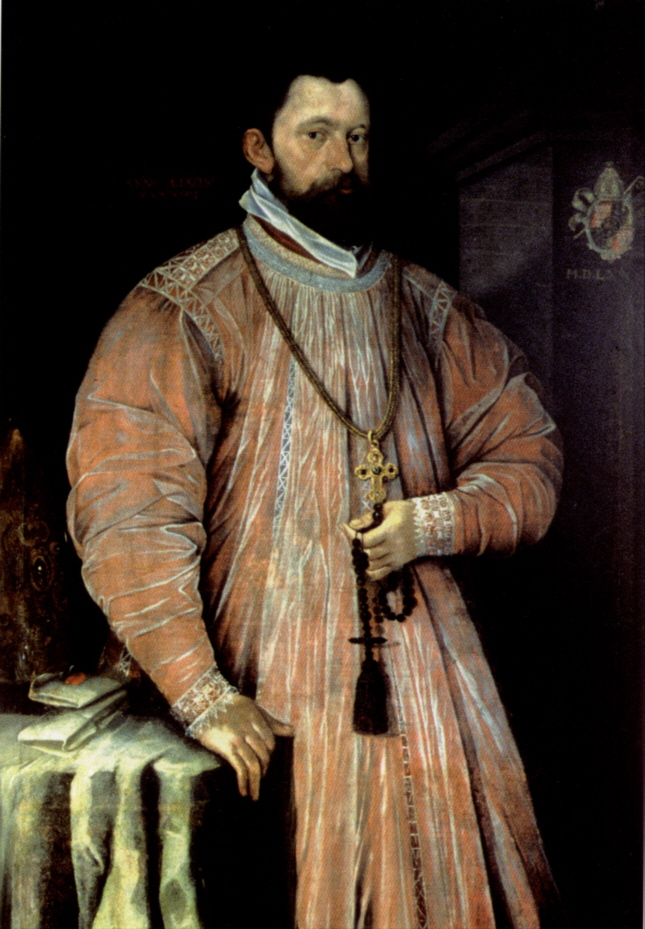
Retrat d'Andreas von Jerin, bisbe del 1585 al 1596

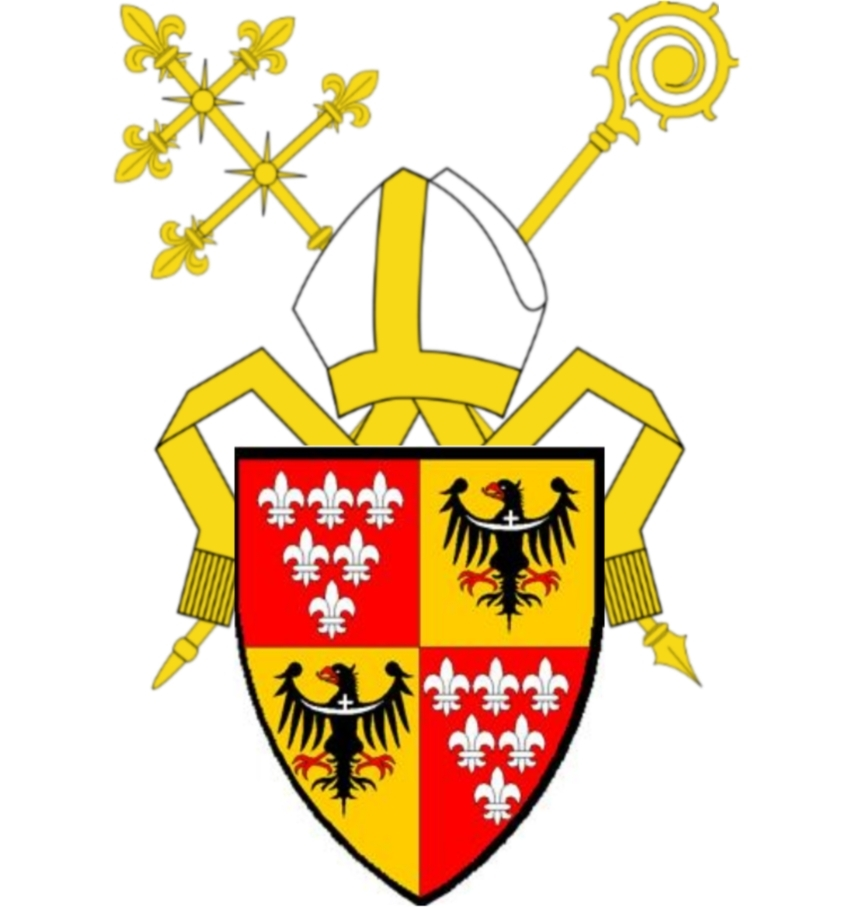
Escut de l'arxidiòcesi

Sufragànies actuals
- bisbat de Legnica (de de 1992)
- bisbat de Świdnica (des de 2004)

Antigues sufragànies de la província eclesiàstica de Wrocław
- bisbat de Gorzów (1972-1992)
- bisbat d'Opole (1972-1992)

#### Antigues sufragànies de la provincial eclesiàstica de l'Alemanya Oriental
Al 1930 la seu va ser elevada al rang d'arxidiòcesi amb tres sufragànies subordinades a la seva jurisdicció, formant conjuntament amb el mateix territori de Breslau la Província eclesiàstica de l'Alemanya Oriental.
- bisbat de Berlin (1930-1972)
- bisbat d'Ermland/Warmia (1930-1972)
- prelatura territorial de Schneidemühl (1930-1972)

## Història

### Inicis de l'era medieval
El cristianisme va ser introduït a Silèsia pels missioners provinents de Bohèmia i Moràvia. Després de la conversió del duc Mieszko I de Polònia i de la conquesta de Silèsia, la tasca de convertir la gent a la nova fe va anar més ràpidament. Vers l'any 1000 Silèsia no tenia bisbe propi, però estava unida a les diòcesis veïnes. Així, la connexió de Silèsia amb el Sacre Imperi Romanogermànic continuà. La riba nord del riu Oder era la frontera del Regne de Polònia. Tot el territori que actualment és Silèsia (a la riba oriental de l'Oder) pertanyia al bisbat de Poznań, que era sufragani de l'arquebisbat de Magdeburg. Aquesta part de Silèsia es trobava sota la jurisdicció d'un prevere anomenat Jordan, que va ser nomenat primer bisbe de Poznań al 968. La part de Silèsia a la riba occidental de l'Oder pertanyia al territori que llavors formava part de Bohèmia, i estava sota la jurisdicció diocesana de Praga. El bisbat de Praga, fundat al 973, era sufragani de l'arquebisbat de Magúncia.
El duc Boleslau I el Valent, el fill de Mieszko, obtingué la part bohèmia de Silèsia durant les seves guerres de conquesta, a la qual cosa segui un canvi en la dependència de la província eclesiàstica. Mitjançant una patent de l'emperador Otó III del 995, Silèsia va ser adjuntada al bisbat de Meissen que, com Poznań, era sufragània de l'arquebisbat de Magdeburg. Poc després aquest emperador Otó i Bolesław, que havia jurat fidelitat a l'emperador, governava sobre tota Silèsia, fundà la diòcesi de Wrocław, que, conjuntament amb els bisbats de Cracòvia i Kołobrzeg, van quedar sota la jurisdicció de l'arquebisbat de Gniesen a la Gran Polònia, fundada per Otó al 1.000 durant el Congrés de Gniesen. El primer bisbe de Wrocław es diu que s'anomenava Johannes, però no se sap res més d'ell, ni ha quedat cap document oficial que digui quins eren els límits de la diòcesi en el moment de la seva fundació. Malgrat això, estan definits a les butlles d'aprovació i protecció atorgades pel Papa Adrià IV el 23 d'abril de 1155 i pel Papa Innocenci IV el 9 d'agost de 1245.
Bolesław I va ser succeït pel seu fill Miecislau II Lambert, qui va tenir un regnat curt. Després de la seva mort va tenir lloc una revolta contra la cristiandat i la família regnant es destruí, la nova organització eclesiàstica polonesa desaparegué, i els noms dels bisbes de Wrocław del mig segle següents són desconeguts. Casimir I, fill de Mieszko, i la seva mare van ser portats fora del país, però els alemanys els ajudaren a retornar, i els afers de l'Església es van arreglar. Un bisbe de Wrocław de probablement el 1051 al 1062 va ser Hieronymus, qui segons una tradició posterior seria un noble romà. Va ser succeït per Johannes I (1062-72), al qui seguí Petrus I (1071-1111). Durant l'episcopat de Petrus, el comte Peter Wlast es dedicà a construir esglésies i monestirs que han preservat el seu nom. Petrus va ser succeït per Żyrosław I (1112-20); Heimo (1120-26), qui rebé a Otó de Bamberg a Wrocław al maig de 1124, quan el sant es dirigia a predicar a Pomerània; Robert I (1127-42), que va ser bisbe de Cracòvia; Robert II (1142-46); i Johannes II (1146-49), qui esdevingué arquebisbe de Gniesen.

### Els ducats sil·lesis (fragmentació de Polònia)
Amb l'episcopat de Walter (1149-69), la història de la diòcesi de Wrocław comença a créixer més clarament. El Papa Adrià IV, a requesta de Walter al 1155, prengué el bisbat sota la seva protecció i confirmà les possessions territorials amb una llista que se li havia presentat. Entre els drets que el Papa confirmà estava la jurisdicció sobre les terres que pertanyien al castell d'Otmuchów (Ottmachau), que ha estat vist com a patrimoni de la diòcesi des de la seva fundació. Al 1163 els fills del duc polonès exiliat Ladislau l'Exiliat tornaren de l'Imperi i, gràcies a la intervenció de l'emperador Frederic Barbarroja, rebé com a ducat independent la part de Silèsia que estava inclosa en aquella data a la seu de Wrocław. El bisbe Walter construí una catedral nova, en la que va ser enterrat. Żyrosław II (1170-98) encoratjà la fundació del monestir cistercenc de Lebus pel duc Boleslau l'Alt. Al 1180 Żyrosław participà en l'assemblea nacional de Łęczyca, on es promulgaren lleis per a la protecció de l'Església i les seves propietats. Jarosław (1198-1201), el fill del duc Bolesław, i duc d'Oppeln, va ser el primer príncep en esdevenir bisbe (vegeu príncep-bisbe).
Cyprian (1201-7) era abat del monestir premostratenc de Sant Vicenç prop de Wrocław, va ser nomenat bisbe de Lebus i, posteriorment, bisbe de Wrocław. Durant l'episcopat de Cyprian el duc Heinrich I i la seva muller Santa Eduvigis, fundaren el convent cistercenc de Trebnitz. L'episcopat de Lorenz (1207-32) va estar marcat pels seus esforços en portar colònies d'alemanys als territoris de l'església, per tal que es cultivessin totes aquelles extensions. Aquesta introducció de colons alemanys feta pel bisbe estava d'acord amb l'exemple posat per Heinrich I i santa Eduvigis. Els monestirs dels canonges agustinians, Premonstratencs i cistercencs van prendre un paper actiu en desenvolupar els plans dels governants situant grans quantitats d'alemanys, especialment turingis i franconis als grans estats que se'ls havia concedit.
Un dels bisbes més notables de la diòcesi, Thomas I (1232-68), continuà la tasca de la colonització alemanya fins que les incursions dels mongols (1241) aturaren temporalment la tasca. A mesura que la colonització alemanya a Silèsia s'incrementava, la ciutat de Wrocław començà a ser coneguda amb el nom alemany de Breslau, fent que la diòcesi comencés a ser anomenada com a Bisbat de Breslau. La defensa de Thomas dels drets de l'Església el portaren a una sèrie d'amargs conflictes amb el duc Bolesław de Liegnitz. Thomas començà construcció de l'actual catedral, sent el presbiteri la primera part construïda. Santa Eduvigis morí durant el seu episcopat; i va viure fins que el procés de la seva canonització va ser completat, però va morir abans de la solemnitat final de la seva elevació als altars de l'Església Catòlica. Després de Thomas I, Ladislaus, un net de santa Eduvigis, i arquebisbe de Salzburg, va administrar la diòcesi de Breslau fins a la seva mort el 1270.
El va seguir Thomas II (1270-92), que durant anys va estar en una violenta disputa amb el duc Enric IV sobre les prerrogatives de l'Església a Silèsia. Al 1287 va tenir lloc una reconciliació a Regensburg, i al 1288 el duc fundà la col·legiata església de la Santa Creu a Breslau. Abans de la seva mort, a la vigília de Sant Joan al 1290, el duc confirmà els drets de l'Església a la sobirania sobre els territoris de Neisse i Ottmachau. Thomas II consagrà l'altar major de la catedral; va estar present al I Concili de Lió (1274) i al 1279 celebrà un sínode diocesà. Johann III Romka (1292-1301), que formava part del partit polonès del capítol catedralici. El seu manteniment de les prerrogatives de l'Església el portaren, també, al conflicte amb els governadors silesis; al 1296 convocà un sínode per a la defensa d'aquests drets.
En l'elecció de Heinrich I of Würben (1302-19), guanyà el partit alemany del capítol, però aquesta victòria costà al nou bisbe la enemistat de la facció oposada. Va ser fet guardià dels joves ducs de Breslau, i aquest nomenament, conjuntament amb les disputes faccionals, portaren que es llancessin greus acusacions contra ella. Els recerques més recents han provat la manca de fonaments d'aquests atacs. Va estar diversos anys a Avinyó per un judici davant la Cúria que finalment va ser sentenciat al seu favor. Malgrat els seus problemes personals, va complir els seus deures energèticament. Continuà amb la construcció de la catedral, i al 1305 i al 1316 celebrà sínodes diocesans. El càrrec de bisbe auxiliar de Breslau data del seu episcopat. Després de la seva mort, un vot dividit comportà que la seu quedés vacant. Els dos candidats, Weit i Lutold, elegits per les faccions oposades, finalment dimitiren, i el Papa Joan XXII transferí Nanker des de Cracòvia a Breslau (1326-41).

### A Bohèmia
La constant divisió i subdivisió del territori silesi en principats menors pels membres de les famílies governants resultaren en una condició de feblesa que necessità de la dependència d'un veí més fort, i Silèsia passà sota el control de Bohèmia (primer entre 1289 i 1306; i definitivament des de 1327), que formava part del Sacre Imperi Romanogermànic. Un conflicte esclatà entre el bisbe Nanker i el sobirà de Silèsia, el rei Joan I de Bohemia, quan el rei posà setge al castell de Militsch, que pertanyia al capítol catedralici. El bisbe excomunicà el rei i aquells membres del Concili de Breslau que li fessin costat. A causa d'això es va veure obligat a abandonar Breslau i refugiar-se a Neisse, on va morir.

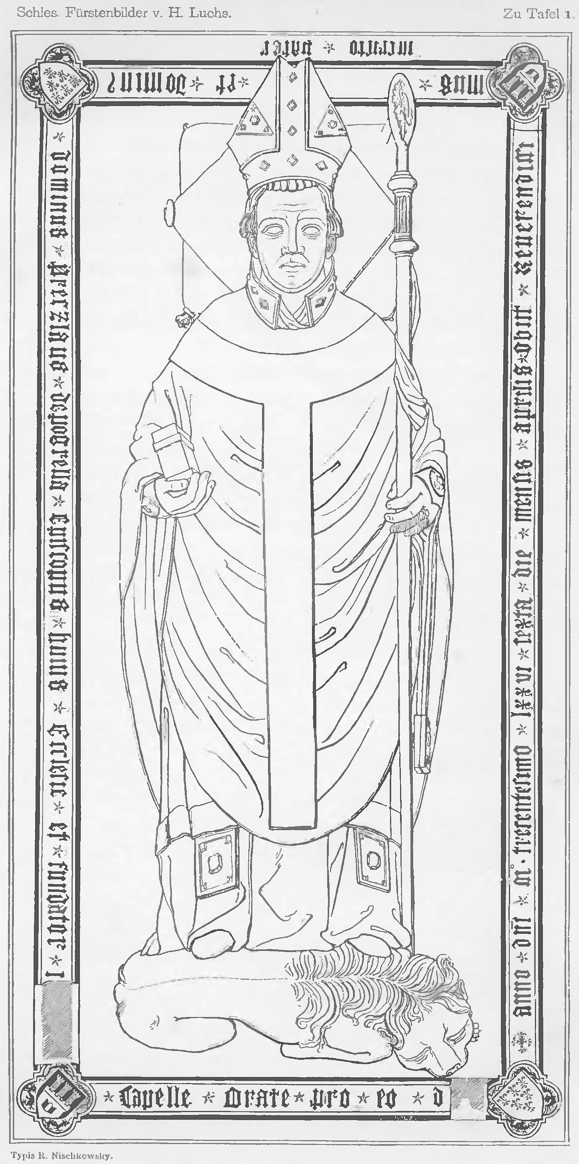
Przecław of Pogarell, 20è bisbe de Wrocław

Przecław de Pogarell (1341-1376) va ser elegit bisbe mentre que seguia els seus estudis a Bolonya, sent consagrat bisbe a Avinyó. Gràcies a la seva amistat amb Carles, fill del rei Joan, va poder calmar la discòrdia que s'havia aixecat amb el seu predecessor. La diòcesi prosperà molt durant el seu mandat. Comprà el ducat de Grodków (Grottkau) al duc Bolesław de Brieg i l'afegí al territori episcopal de Neisse. Els bisbes de Breslau havien, a més, afegit aquest als títols de Fürst (Príncep) de Neisse i Duc de Grottkau, i prengué precedència dels governants silesis que tenien principats en feu.
L'emperador Carles IV volia separar Breslau de l'arquebisbat de Gniesen i fer-la sufragània de la nova arxidiòcesi de Praga (1344), però el pla fracassà, davant l'oposició de l'arquebisbat de Gniesen. Przecław afegí a la catedral la capella de la Dama, on va ser enterrat. Dietrich, degà de la catedral, que va ser elegit com a successor de Przecław, no va poder obtenir la confirmació papal, i el bisbe d'Olomouc (Olmütz), que havia estat elegit al seu lloc, morí aviat. Després d'una llarga disputa amb Carles, el bisbe Wenzel de Lebus, duc de Liegnitz, va ser traslladat a Breslau (1382-1417). El nou bisbe es dedicà a llimar les relacions de l'Església de Silèsia amb Carles. Celebrà dos sínodes, al 1410 i al 1415, amb l'objectiu d'assegurar un estàndard més alt de disciplina eclesiàstica; i assentà el dret d'herència al territori sota el seu domini promulgant el decret eclesiàstic anomenat la "Llei de Wenzel". Dimití de la seu al 1417 i morí al 1419.
L'episcopat de Conrad, duc d'Oleśnica (Oels), el següent bisbe (1417-47), va caure en el temps de les guerres hussites. Conrad va ser situat al capdavant de la confederació silesià que es formà per defensar el país contra les incursions hostils. Al 1435 el bisbe publicà un decret que era el principal intent de tancar les prebendes a la diòcesi de Breslau pels estrangers, i així evitar que els polonesos aconseguissin assolir aquests càrrecs. L'esforç per eliminar l'element polonès i per perdre la connexió amb Gniesen no era momentani; continuà i portà gradualment a una separació virtual de l'arxidiòcesi polonesa algun temps abans que tingués lloc la separació formal. Els problemes de l'època portaren al bisbe i a la diòcesi a unes serioses dificultats pecuniàries, i al 1444 Conrad dimití, però aquesta dimissió no va ser acceptada i tornà al càrrec. Al 1446 celebrà un sínode diocesà i morí l'any següent.

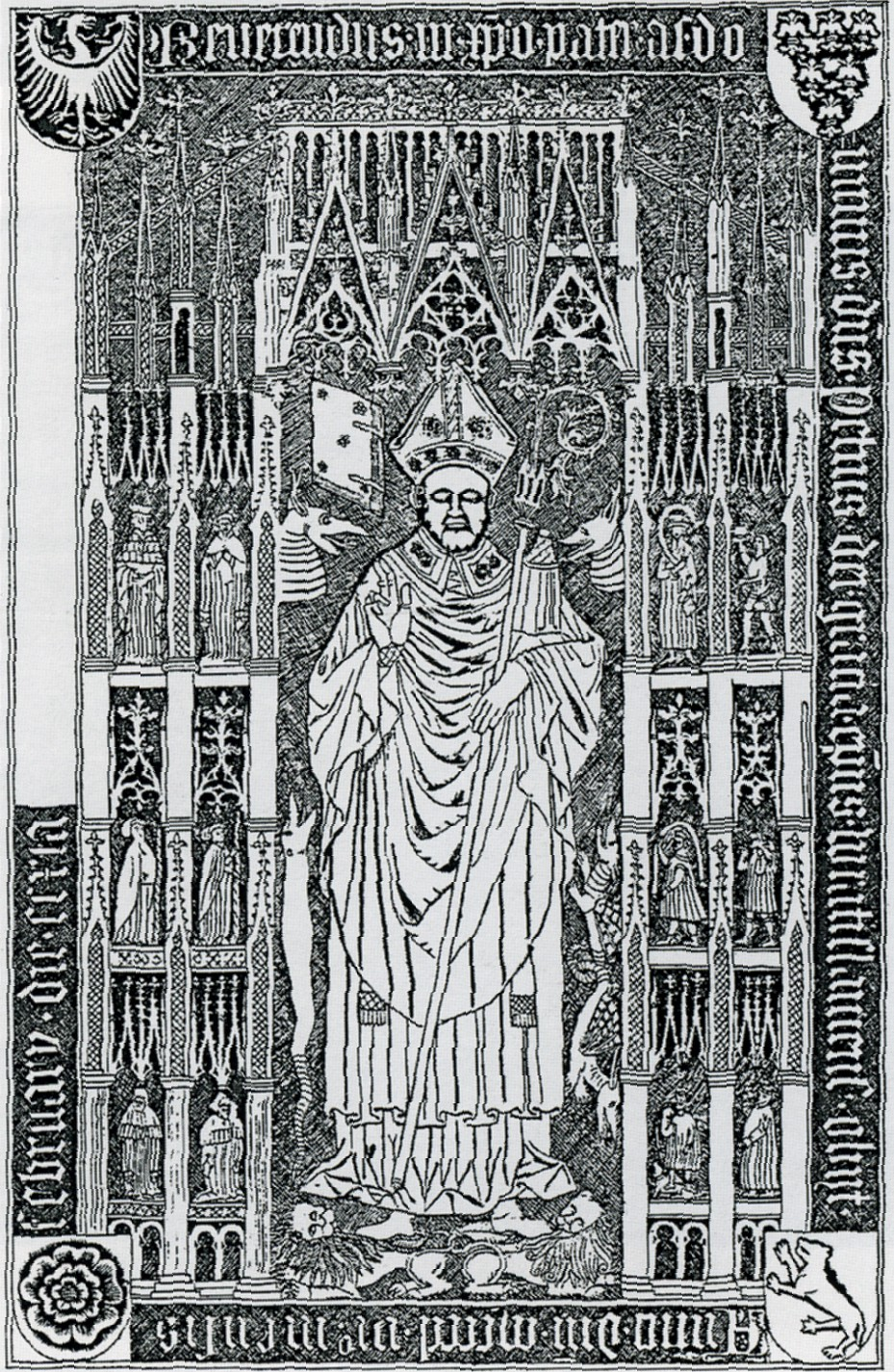
Peter Nowak, 23è bisbe de Wrocław

El successor de Conrad va ser el prebost de la catedral de Breslau, Peter II Nowak (1447-56). Pels seus coneixements d'economia el bisbe Peter va tenir èxit en portar les finances diocesanes a una millor condició i va ser capaç de redimir la major part de les terres de l'Església, que el seu predecessor s'havia vist obligat a hipotecar.Al sínode diocesà de 1454 dirigí per suprimir els abusos que havien a la diòcesi.

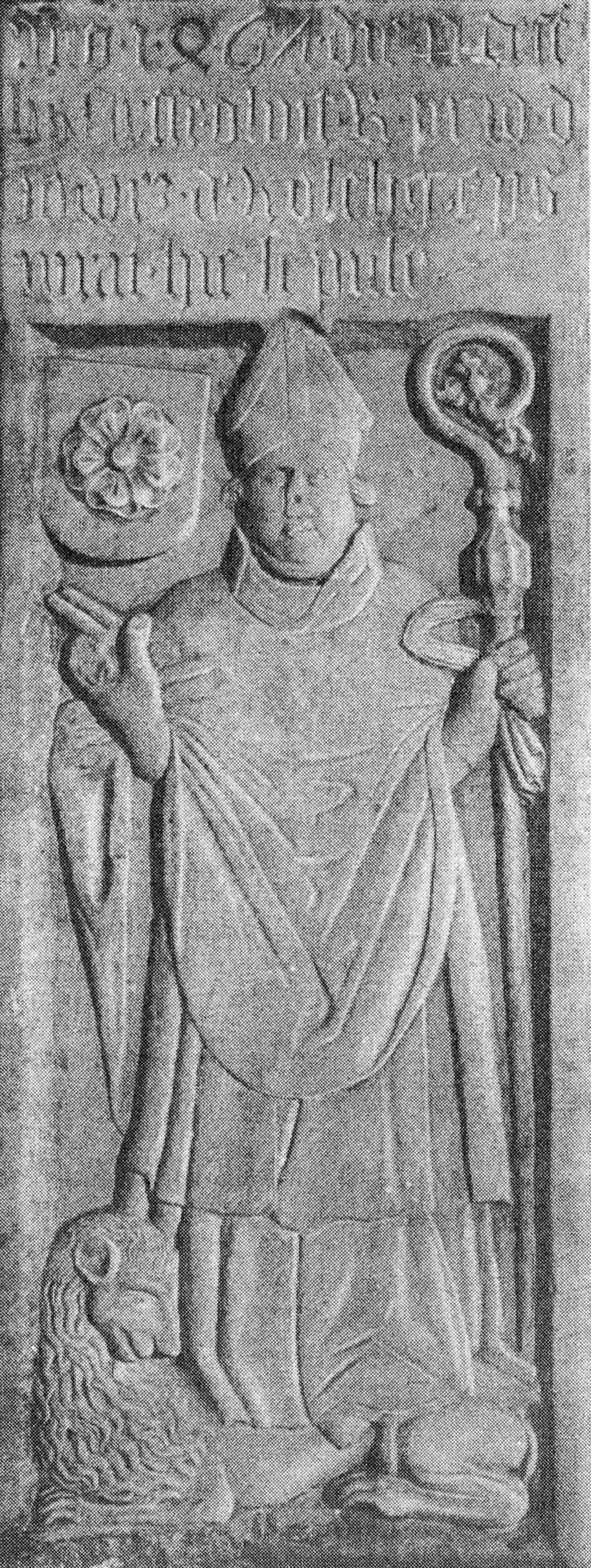
Jošt of Rožmberk, 24è bisbe de Wrocław

Jodokus (Jošt) de Rosenberg (1456-67) era un noble bohemi i gran prior dels Cavallers de Sant Joan. El seu amor per la pau va fer que la seva posició fos molt difícil durant la dura contenció politicoeclesiàstica que esclatà entre el rei de Bohèmia hussita Jordi de Poděbrady, i la gent de Breslau, que s'havien alineat amb el partit alemany. Jodokus va ser succeït per un bisbe de la regió del Rin, Rudolf von Rüdesheim (1468-82). Com a legat papal, Rudolf va esdevenir popular a Breslau per la seva enèrgica oposició a Jordi de Podebrady; per aquest motiu el capítol catedralici demanà el seu trasllat des del petit bisbat de Lavant a Caríntia, després que confirmés els seus privilegis. Des d'aquesta aquests privilegis són anomenats "els estatuts rudolfians". Sota el seu lideratge el partit oposat a Podebrady obtingué la victòria, i Rudolf procedí a reparar els danys que s'havien ocasionat a l'Església durant aquesta lluita; terrers de l'Església que havien estat hipotecades van ser comprades; celebrà sínodes diocesans al 1473 i al 1475, i el bisbat prengué mesures actives per tal de millorar la disciplina eclesiàstica.

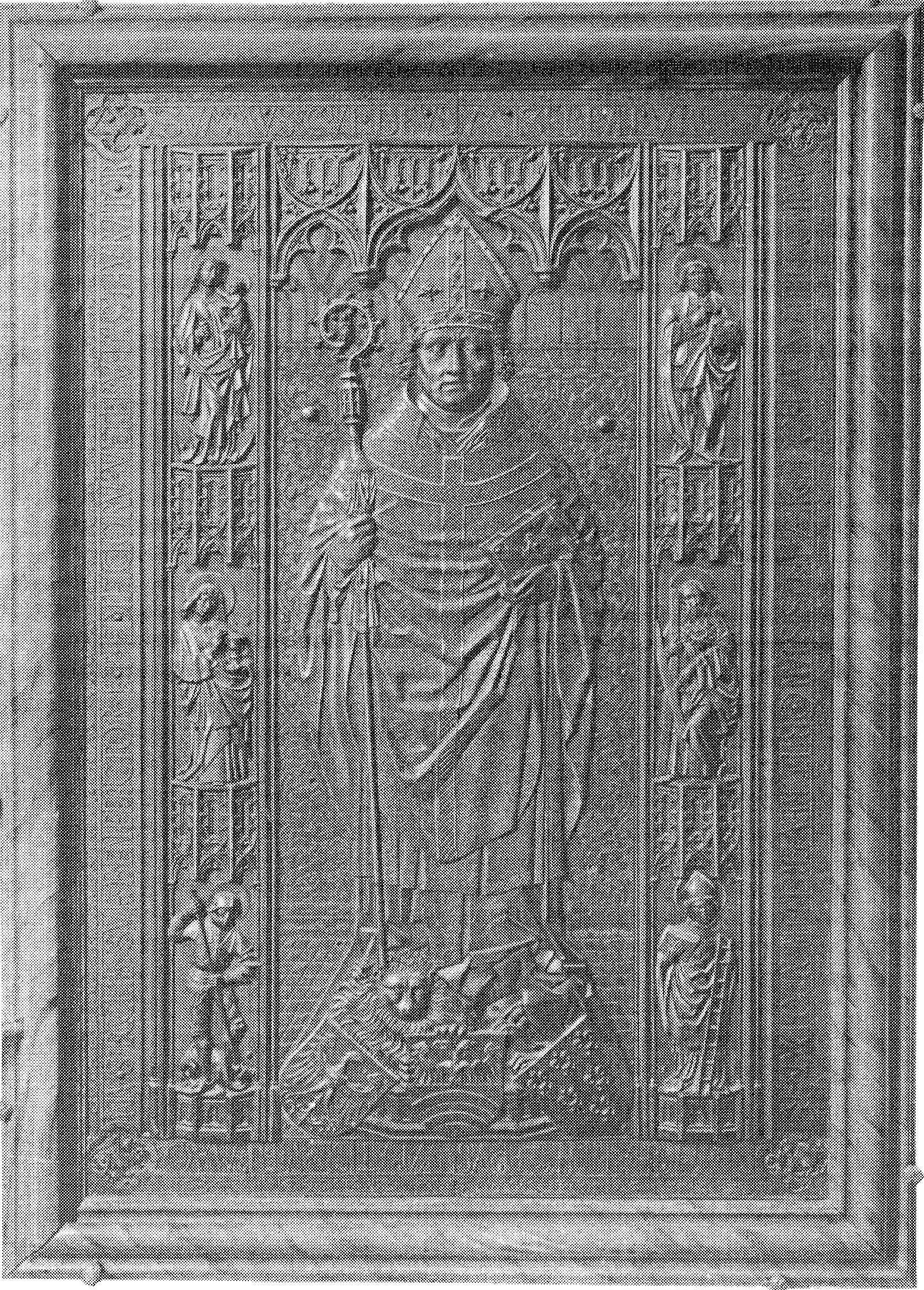
Johann IV. Roth, 26è bisbe de Wrocław

Com a coadjutor, trià un suau, Johann IV Roth, bisbe de Lavant, un home de preparació humanista. Urgit pel rei Matthias Corvinus d'Hongria, el capítol de la catedral escolliren de mal grat el coadjutor com a bisbe (1482-1506). El seu episcopat va estar marcat per violents disputes amb el capítol catedralici. Però al mateix temps va ser un promotor de l'art i l'ensenyament, i estricte en la seva concepció dels drets i deures de l'Església. Treballà per millorar la vida espiritual de la diòcesi celebrant diversos sínodes. Abans de morir el famós treballador del bronze Peter Vischer of Nuremberg, realitzà el seu monument funerari. El seu coadjutor amb dret de successió va ser Johann V (1506-20), membre de la família noble hongaresa Thurzo. Johann V prengué una part activa en la vida intel·lecutal del moment i celebrà diversos sínodes per promoure l'ensenyament i la disciplina eclesiàstica, i per millorar les escoles. Sobre les roïnes de la fortalesa de Jauernig construí el castell de Johannisberg,que posteriorment seria la residència d'estiu dels prínceps bisbe de Breslau.
Les disputes religioses del segle xvi es van fer aparents durant el seu episcopat, i poc després de la mort de Johan el protestantisme començà a expandir-se per Silèsia, que formava part de la monarquia dels Habsburg des de 1526. Prínceps, nobles i consells ciutadans eren gelosos promotors d'aquesta nova creença; fins i tot al principat episcopal de Neisse-Grottkau les doctrines protestants van trobar aprovació i acceptació. Els successors de Johann V eren en part responsables de la situació. Jacob von Salza (1520-39) va anar personalment a un apunyalament de l'Església; però, la dolçor del seu caràcter el va fer retrocedir davant l'exercici d'una guerra contra el moviment religiós de gran abast que havia esclatat. Per a un major nivell que Jacob von Salza el seu successor, Balthasar von Promnitz (1539-63), evità entrar en conflicte amb els protestants. La seva actitud va ser més amigable vers la nova doctrina que qualsevol altre bisbe de Breslau. Casper von Logau (1562-74) mostrà inicialment una major energia que no pas el seu predecessor en procurar compondre els problemes de la seva diòcesi, però posteriorment la seva actitud vers el luteranisme i la seva dilació en defensar els drets de l'Església van causar una gran ofensa en tots aquells que seguien fidels al catolicisme. Aquestes circumstàncies fan que l'avanç del protestantisme sigui fàcil d'entendre. Al mateix temps cal entendre que els bisbes, a més de governants seculars, tenien una posició difícil respecte a les qüestions espirituals. A les assemblees dels nobles, i en les trobades de la Dieta, els bisbes i els diputats del capítol catedralici eren, com a governants, els únics catòlics enmig d'una gran i poderosa majoria protestants. Els sobirans ₫Habsburgs, que vivien lluny de Silèsia (a Viena o a Praga), i que constantment estaven amoïnats davant el perill d'una invasió turca, no estaven en posició d'enforcir els edictes que publicaven per a la protecció de l'Església.
El clergat silesi havia en gran manera perdut la seva alta concepció de l'ofici presbiteral, tot i que havia honorables excepcions. Entre aquests fidels es trobaven la majoria dels canonges de la catedral de Breslau; es distingien no només per la seva preparació, sinó també pel seu zel religiós. El seu propòsit principal era que la diòcesi no caigués en una ruïna espiritual. El capítol era l'assistent dels bisbes en la reforma diocesana. Martin von Gerstmann (1574-85) començà la renovació de la diòcesi, i els mitjans especials que esperava obtenir eren: la fundació d'un seminari per al clergat, les visites diocesanes, els sínodes diocesans i la introducció dels jesuïtes.
El seu successor, Andreas von Jerin (1585-96), un suau que s'havia educat al Col·legi Alemany de Roma, seguí les seves passes. Al sínode diocesà de 1592 treballà per millorar el zel eclesiàstic. Al costat del seu zel en elevar la vida eclesiàstica, també va ser un promotor de les arts i de l'ensenyament. L'altar de plata amb què adornà la catedral encara existeix, i portà les escoles del principat de Neisse a una condició florent. El bisbe també rendí importants serveis a l'emperador, actuant com a llegat en diverses ocasions.
Bonaventura Hahn, elegit al 1596 com a successor d'Andreas von Jerin, no va ser reconegut per l'emperador i va ser obligat a dimitir del seu càrrec. El candidat de l'emperador, Paul Albert (1599-1600), ocupà la seu només un any. Johann VI (1600-8), membre d'una família noble silesa anomenada von Sitsch, prengué mesures més severes que els seus predecessors contra el protestantisme, amb l'esperança d'esborrar-lo, especialment del principat episcopal de Neisse-Grottkau.
El bisbe Charles (1608-24), un arxiduc austríac, va tenir més èxit que el seu predecessor després del primer període de la Guerra dels Trenta Anys hagués pres un rumb favorable vers Àustria i el partit catòlic. Charles volia moure's vers la protecció de la Confederació de Polònia i Lituània, esperant evitar participar en la guerra que estava devastant el Sacre Imperi. Com que el bisbat de Charles estava nominalment subordinat a l'arquebisbat polonès de Gniesen, demanà a l'arquebisbe de Gniesen que fes de mitjancer en les converses amb el rei Segimon III Vasa de Polònia sobre la protecció i subordinació del seu bisbat. Al maig de 1619, el príncep Władysław convidà el seu oncle Charles, deixà Varsòvia i començà el viatge cap a Silèsia. Durant les converses amb Władysław a mitjans de 1619, els Habsburgs prometeren acordar una ocupació temporal de part de Silèsia per part de les forces poloneses, amb què sense èxit Vasas esperava posteriorment permetre la incorporació d'aquests territoris a Polònia.
Al juliol de 1619 els protestants txecs es rebel·laren contra el rei Ferran III i oferiren la corona de Bohèmia a l'Elector Frederic V del Palatinat. El 27 de setembre de 1619, probablement en escoltar les notícies, Władysław i Carles abandonaren Silèsia i el 7 d'octubre de 1619 arribaren a Varsòvia. Al desembre de 1619, el germà petit de Władysław, el príncep Carles Ferran, duc d'Opole va ser escollit per Carles com a bisbe auxiliar de Wroclaw, nomenament confirmat per l'episcopat polonès. La batalla de la Muntanya Blanca (1620) trencà la revolta a la corona bohèmia (incloent l'oposició dels protestants de Silèsia). El bisbat de Breslau tornà al mandat de l'arquebisbat de Gniesen al 1620, havent estat abans pràcticament independent. El bisbe Carles començà la restauració del principat de Neisse a la fe catòlica. La tasca va ser completada pel seu successor, Charles Ferdinand, Príncep de Polònia (1625-55), qui passà la major part del temps al seu propi país, però nomenà administradors diocesans excel·lents, com el bisbe coadjutor Liesch von Hornau o l'ardiaca Gebauer. Els comissionats imperials tornaren a l'Església Catòlica aquells temples als principals llocs dels principats que havien esdevingut propietat del sobirà per l'extinció de les famílies vassalles. Fins 1632 el mandat de facto va ser realitzat a Varsòvia pel rei Segismund III i no pel bisbe o l'arquebisbe.
D'acord amb els termes del Tractat de Westfàlia de 1648, les esglésies romanents, en total 693, de tots aquells territoris van ser secularitzades als anys 1653, 1654 i 1668. Això comportà una reorganització complerta de la diòcesi. La persona que la portà a terme va ser Sebastià de Rostock, un home d'orígens humils que era vicari general i administrador de la diòcesi sota el pontificat dels bisbes arxiducs Leopold Wilhelm (1656-62) i Charles Joseph (1663-64), cap dels quals van viure a Breslau. Després que Sebastià de Rostock esdevingués bisbe (1664-71), portà a terme la tasca de la reorganització amb més èxit que abans.

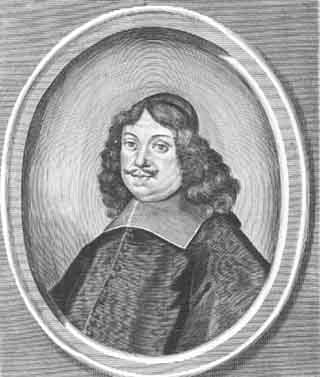
Friedrich of Hesse-Darmstadt, 41è bisbe de Wrocław

Friedrich von Hessen-Darmstadt, cardenal i Gran Prior de l'orde de Sant Joan, va ser el següent bisbe de Breslau (1671-82). El nou bisbe era d'orígens protestants, convertint-se al catolicisme a Roma. Sota la seva administració la rehabilitació de la diòcesi avançà. Consagrà la catedral i elaborà els seus serveis. Modificà la musseta vermella pel capell vermell i l'almutium violeta dels canonges. Va ser enterrada a la capella que havia afegit a la catedral en honor de la seva antecessora, santa Elisabet de Turíngia.
En morir, el capítol presentà a Carl von Liechtenstein, bisbe d'Olomuc, perquè fos confirmat. L'emperador s'oposà a aquesta tria, car el seu candidat era el comte palatí Wolfgang de la família governant de Pfalz-Neuburg. El comte Wolfgang va morir, i el seu germà Franz Ludwig (1683-1732) va ser fet bisbe. El nou bisbe era, a més, bisbe de Worms, Gran Mestre de l'orde dels cavallers teutònics, Prebost d'Ellwangen i elector de Treveris, i posteriorment va ser fet Elector de Magúncia. Separà l'administració eclesiàstica dels tribunals civils i obtingué la definició de l'extensió de la jurisdicció del vicariat general i el consistori a la Pragmàtica Sanció de 1699. Al 1675, en morir el darrer duc sobirà, el ducat silesi de Liegnitz-Brieg-Wohlau passà a l'emperador, començant un nou procés de secularització d'esglésies. Però quan el rei Carles XII de Suècia assegurà als protestants el dret a les seves antigues possessions en aquests territoris mitjançant el Tractat d'Altranstädt, al 1707 acabà aquesta secularització, i les esglésies van haver de ser tornades. L'emperador Habsburg Josep I es dedicà a reparar la pèrdua d'aquests edificis per a la fe catòlica fundant els anomenats vicariats josefins.

### A Prússia (part principal) i a Bohèmia (part inferior)

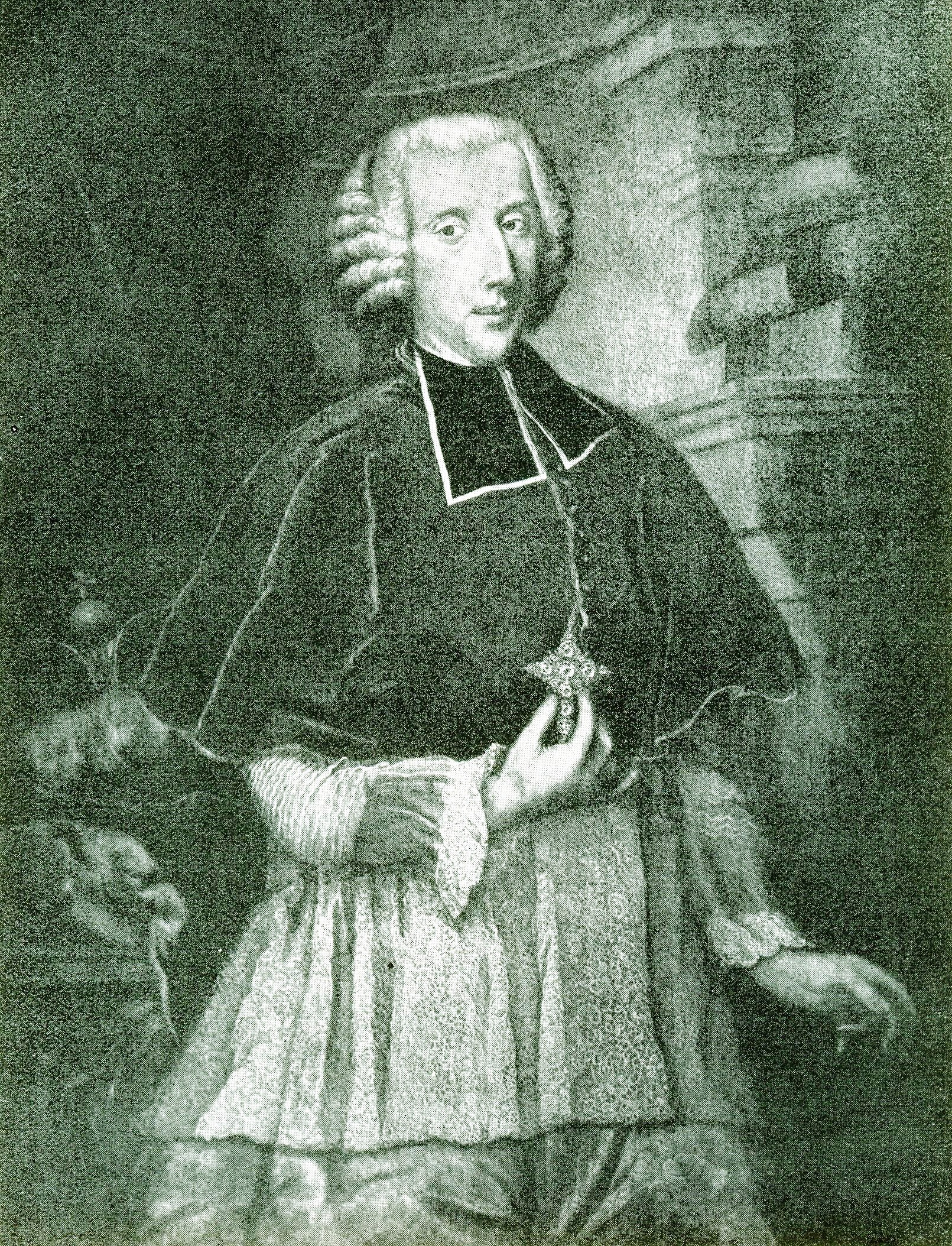
El Príncep-Bisbe Philipp Gotthard von Schaffgotsch, 45è bisbe de la seu.

El següent príncep-bisbe, Philip, Comte von Sinzendorf, cardenal i bisbe de Raab (1732-1747), devia el seu ascens al favor de l'emperador. Durant el seu episcopat, la major part de la diòcesi va ser afegida al Regne de Prússia durant les Guerres Silèsies. El rei Frederic el Gran volia erigir un vicariat catòlic a Berlín, i el projecte fracassà per l'oposició de la Santa Seu. El bisbe Sinzendorf no tenia la 
no tenia ni l'agudesa per percebre la intenció contrària del projecte del rei, ni la decisió suficient per fer-hi front. El rei volia assegurar un successor a Sinzendorf que estigués sota la influència reial. Menyspreant totalment els principis de l'Església, i malgrat les protestes del capítol catedralici, presentà el comte Philipp Gotthard von Schaffgotsch com a bisbe coadjutor.
Després de la mort del cardenal Sinzendorf, el rei el substituí per Schaffgotsch com a bisbe de Breslau (1748-95). Tot i que el mètode de la seva elevació causà que el nou bisbe fos vist amb sospita per molts catòlics estrictes, va ser gelós en l'acompliment dels seus deures. Durant la Guerra dels Set Anys se sentí en descrèdit amb Frederic a causa del seu manteniment dels drets de l'Església, i el retorn de la pau no li retornà el favor reial. Al 1766 marxà cap a la part austríaca de la seva diòcesi per tal d'evitar el confinament a Oppeln que el rei havia decretat contra ell. Després d'això, Frederic li va fer impossible governar la part austríaca de la seva diòcesi, i fins a la mort del bisbe aquesta va ser governada per vicaris apostòlics.
L'anterior coadjutor de von Schaffgotsch, Joseph Christian, Príncep von Hohenlohe-Waldenburg-Bartenstein (1795-1817), el succeí com a bisbe. Durant el seu episcopat el poder temporal dels bisbes de Breslau arribà al final a causa de la secularització, al 1810, dels estats eclesiàstics a la Silèsia prussiana (només els estats a la Silèsia austríaca romangueren a la seu). La fundació de la catedral, vuit fundacions col·legiates, i sobre divuit monestirs van ser suprimits, i les seves propietats van ser confiscades. Només aquelles institucions monàstiques dedicades a l'ensenyament o a l'infermeria se'ls permeté existir.
El bisbe Joseph Christian va ser succeït pel seu coadjutor, Emmanuel von Schimonsky. Els afers de l'Església Catòlica a Prússia van reglar-se mitjançant la butlla "De salute animarum", publicada al 1821. Sota la seva previsió, el capítol catedralici elegí Schimonsky, que havia estat administrador de la diòcesi, com a Príncep-Bisbe de Breslau (1824-1832).
La butlla retirava Breslau de la província eclesiàstica de Gniesen i feia de Breslau una diòcesi exempta. L abutlla també reconfirmava la zona diocesana de Breslau, que a partir de llavors restà sense canvi fins al 1922. La diòcesi de Breslau llavors incloïa el gruix de les parròquies catòliques a la província de Silèsia prussiana, a excepció de les parròquies catòliques als districtes de Ratibor i Leobschütz, que fins al 1972 pertanyeren a l'arquebisbat d'Olomuc, i les parròquies catòliques prusso-silèsies del comtat de Glatz, que estaven subjectes a la diòcesi de Hradec Králové, a l'arxidiòcesi de Praga fins al 1972. La diòcesi de Breslau incloïa les parròquies catòliques al ducat de Teschen i a la part austríaca del Principat de Neisse. La butlla també assignava les parts annexionades per Prússia de la Prefectura Apostòlica de Meißen a la Lusàtia inferior (políticament part del Brandenburg prussià des de 1815. la Lusàtia Superior Oriental (a la província de Silèsia al 1815) a la diòcesi de Breslau.
A excepció dels districtes de Bütow i Lauenburg (Pomerània), fins al 1922 ambdues parts del bisbat de Culm, la resta de Brandenburg i de la província de Pomerània van ser, fins 1821, supervisats per la Delegació Príncep-Episcopal de Brandenburg i Pomerània.
Schimonsky retingué per a si mateix i els seus successors el títol de príncep-bisbe, tot i que el mandat episcopal al Principat de Neisse havia acabat amb la secularització. Malgrat tot, el rang de príncep-bisbe posteriorment incloïa ser membre ex officio a la Cambra dels Lords prussiana (des de 1854) i a l'austríaca (des de 1861).
Schimonsky combatí les tendències racionalistes que sorgiren entre el seu clergat davant qüestions com el celibat i l'ús del llatí en les cerimònies i oficis. Durant l'episcopat del seu predecessor el govern havia promulgat una llei que va ser una font de problemes per a Schimonsky i els seus successors immediats; on els catòlics eren pocs, calia declarar les parròquies extintes i cedir els edificis a la nova Església Evangèlica Prussiana. Malgrat les protestes de les autoritats episcopals, es van perdre sobre un centenar d'edificis. El rei Frederic Guillem III posà final a aquesta injustícia, i intentà arreglar els mals causats.
Durant diversos anys després de la mort de Schimonsky la seu restà vacant. Va ser eventualment ocupada amb l'elecció, mitjançant la influència governamental, del comte Leopold von Sedlnitzky (1836-40). El Príncep-bisbe von von Sedlnitzky no va ser clar ni ferm en el seu manteniment de les doctrines de l'Església; en la qüestió dels casaments mixtos, que havia esdevingut de gran importància, va mantenir una posició indecisa. Al final, a petició del Papa Gregori XVI, dimití de la seu al 1840. Va anar a Berlín, on va ser fet conseller privat, i allà es convertí en protestant al 1862. Al 1871 va morir a Berlín i va ser enterrat al cementiri protestant de Rankau.

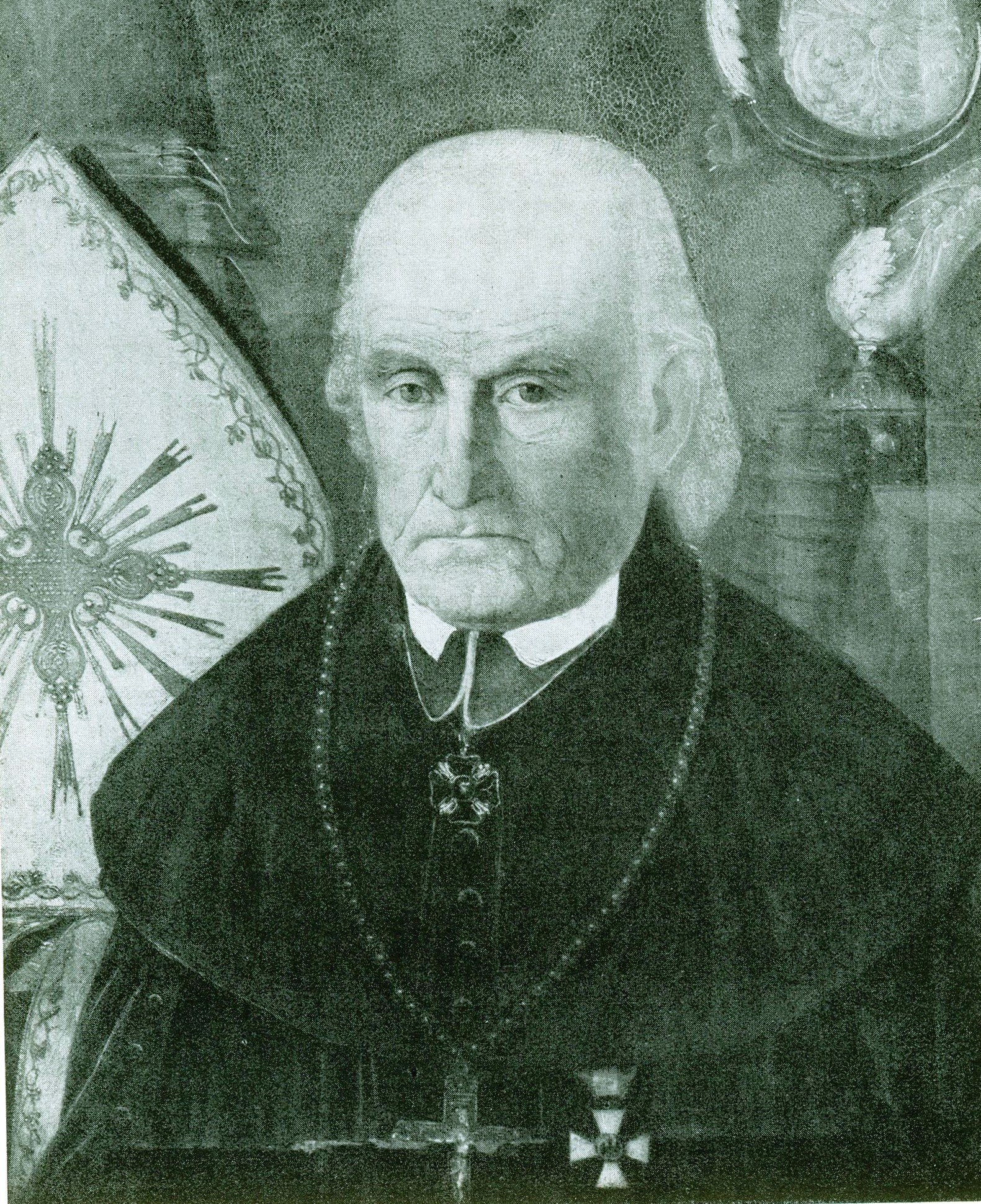
Prince-Bishop Joseph Knauer, 49è bisbe de la seu

El degà de la catedral, Dr. Ritter, administrà la diòcesi durant diversos anys fins a l'elecció de, abans Gran Degà del Comtat silesi de Glatz. El nou príncep-bisbe, que ja tenia 79 anys, va morir només un any després del seu nomenament.
El seu successor va ser Melchior, Freiherr von Diepenbrock (1845-53). El seu episcopat va ser l'inici d'una nova vida religiosa i eclesiàstica a la diòcesi. Durant el període revolucionari el príncep-bisbe no només va mantenir l'ordre a la seva seu, que estava en un estat d'agitació, però també era seguidor el govern. Rebé honors inusuals del rei i va ser fet cardenal pel Papa. Va morir el 20 de gener de 1853 al castell de Johannisberg i està enterrat al catedral de Breslau.
El seu successor, Heinrich Förster (1853-81), seguí amb aquesta tasca i l'acabà. El Príncep-bisbe Förster donà generoses ajudes a la construcció d'esglésies, institucions monàstiques i escoles. La lluita que va sorgir entre l'Església i l'Estat va posar el punt final a la seva tasca a la part prussiana de la diòcesi. Va ser deposat per l'estat i va ser obligat a abandonar Breslau i a retirar-se al castell austríac de Johannisberg, on va morir el 20 d'octubre de 1881, i està enterrat a la catedral de Breslau.
El Papa Lleó XIII nomenà com a successor a Robert Herzog (1882-86), que havia estat "Príncep Episcopal Delegat per Bradenburg i Pomerània" i prebost de la catedral de Santa Eduvigis de Berlín. El Príncep bisbeHerzog va fer tot el que pogué per portar ordre davant la confusió que s'escampaven per l'estat durant els anys immediatament precedents havia llençat els afers de la diòcesi. Desafortunadament, el seu episcopat va ser molt curt; morint d'una llarga malaltia el 26 de desembre de 1886.
La Santa Seu nomenà com a successor un home que havia fet molt per llimar les diferències entre Església i Estat, el bisbe de Fulda, Georg Kopp. El Príncep-bisbe Kopp va instal·lar-se a Breslau el 20 d'octubre de 1887, i al 1893 va ser creat cardenal.

### Inicis del segle XX
D'acord amb el cens de l'1 de desembre de 1905, la part alemanya de la diòcesi de Breslau, incloent la delegació príncep-episcopal, comprenia 3.342.221 catòlics, 8.737.746 protestants i 204.749 jueus. Era la diòcesi alemanya més rica en ingressos i ofertoris. Tenia 1.632 preveres seculars i 121 regulars. El capítol catedralici incloïa els dos càrrecs de prebost i degà, i tenia 10 canonges regulars i 6 d'honorífics.
El bisbat estava dividit en 11 comissariats i 99 arxipresbiterats, on hi havia 992 capellans de diverses maneres (parròquies, coadjutories i estacions), amb 935 esglésies parroquials i 633 dependents. Al costat de la facultat teològica de la Universitat Schlesische Friedrich-Wilhelms de Breslau, la diòcesi posseïa, com a institucions episcopals per a la preparació del clergat, 5 seminaris per nois, una llar per a estudiants teològics i un seminari per a preveres a Breslau. Les estadístiques de les cases d'ordes religiosos eren com segueixen:
| - Benedictins, 1 casa - Dominics, 1 - Franciscans, 8 - Jesuïtes, 3 - Escolapis, 1 - Germans de la Misericòrdia, 8 - Pares Camils, 1 - Redemptoristes, 1 - Missioners del Verb Diví, 1 - Alexians, 1 - Germans pobres de San Francesc, 2 - Germanes de Santa Elisabet, 6 - Germanes de la Magdalena, 1 - Ursulines, 6 - Germanes del Bon Pastor, 4 | - Germanes de Sant Carles Borromeu, (a) de la casa mare a Trebnitz, 181, (b) de la casa mare a Trier, 5 - Serventes del Sagrat Cor de Jesús, 2 - Germanes de les Serves Pobres de Crist, 3 - Germanes Serves de Maria, 27 - Dominiques Alemanyes de Santa Caterina de Siena, 11 - Germanes de Sant Francesc, 9 - Germanes Grises de Santa Isabel, 169 - Germanes de Santa Eduvigis, 9 - Germandes de Maria, 27 - Germanes escolàstiques de la Mare de Déu, 15 - Germanes Vicencianes, 7 - Germandes de la Santa Creu, 1 - Germanes de Sant Josep, 1 |

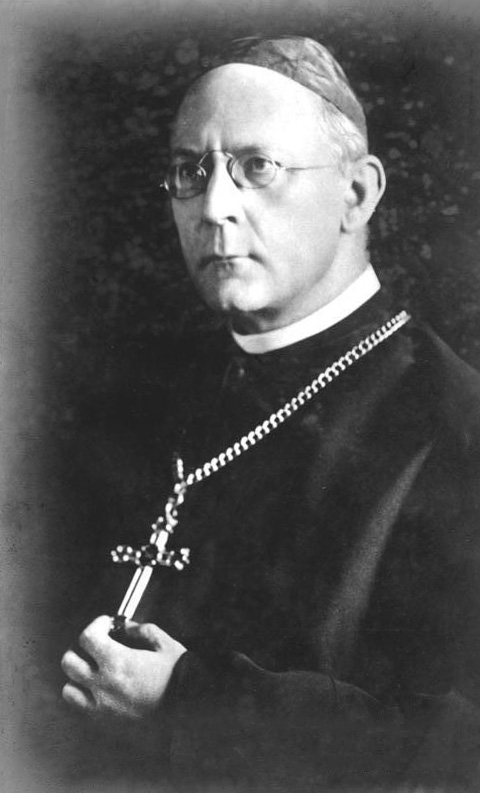
El Cardenal Adolf Bertram, elevat a primer arquebisbe de Breslau al 1930.

A les cases monàstiques masculines hi havia 512 religiosos; i a les femenines, 5.208 religioses.
Després de la I Guerra Mundial el ducat de Teschen, fins al 1918 políticament un feu austrobohemi i eclesiàsticament part de la diòcesi de Breslau, va ser políticament dividida en una part txecoslovaca a l'oest i polonesa a l'est, dividint la seva capital en txec Těšín i polonès Cieszyn. Malgrat tot, l'afiliació eclesiàstica romangué sense canvis, la diòcesi de Breslau, un bisbat fronterer des de 1742 entre Alemanya i Àustria-Hongria, ara es convertí en un bisbat tripartit, repartit entre Txecoslovàquia, Polònia i Alemanya. Des de 1770 el príncep bisbe havia nomenat vicaris generals separats per la part Bohèmia (o austríaca, des de 1918 parcialment txecoslovaca i polonesa) de la diòcesi. També les diòcesis d'bisbat d'Hradec Králové Hradec Králové i d'Olomouc comprenien territoris fronterers a la Bohèmia txecoslovaca i a parts menors de la Silèsia alemanya (Hradec Kr. diocese: Bad Altheide, Glatz, Habelschwerdt i Neurode; arxidiòcesi d'Olomouc: Branitz, Katscher, Leobschütz i Owschütz). Així,també les parròquies de la Silèsia txecoslovaca seguiren formant part de la diòcesi de Breslau.
Després de l'acord germanopolonès sobre la Silèsia Oriental signat a Ginebra el 15 de maig de 1922, també la Sil·lèsia Superior Oriental va passar de la Alemanya de Weimar a la Segona República Polonesa el 20 de juny del mateix any, i formà conjuntament amb la Cieszyn Silesia polonesa part del nou Voivodat autònom de Silèsia polonès. El 7 de novembre de 1922 la Santa Seu separà les parròquies del nou voivodat de la diòcesi de Breslau i les subordinà a un administrador apostòlic el 17 de desembre del mateix any. El 28 d'octubre de 1925 el Papa Pius XI elevar l'administració apostòlica al nou bisbat de Częstochowa, amb el bisbe August Hlond, llavor sufragània de l'arquebisbat de Cracòvia, mitjançant la butlla papal Vixdum Poloniae Unitas.
D'acord amb el concordat prussià de 1929 el bisbat de Breslau va ser elevat al rang d'arxidiòcesi el 13 d'agost de 1930 mitjançant la butlla Pastoralis officii nostri del Papa Pius XI, llavors supervisant la província eclesiàstica de l'Alemanya Oriental, que comprenia Breslau i tres sufragànies, a saber, la nova diòcesi de Berlín, que comprenia l'antiga Delegació Príncep-Episcopal de Brandenburg i Pomerània, les anteriorment exemptes diòcesi de Ermland (Warmia) i la nova Prelatura territorial de Schneidemühl.

### A Polònia (part principal), Txecoslovàquia i l'Alemanya Oriental
Després de la Segona Guerra Mundial, la ciutat de Breslau passà a formar part de Polònia al 1945 i oficialment rebatejada com a Wrocław. Al 1972 l'arxidiocesi de Breslau passà a anomenar-se arxidiòcesi de Wrocław, tot i que encara és conegut com a Vratislavia en el llatí de Roma. El 21 de juny de 1945 l'arquebisbe cardenal Adolf Bertram, mentre que estava al castell episcopal de  Johannisberg a Txecoslovàquia, nomenà František Onderek (1888-1962) com a vicari general per la part txecoslovaca de l'arxidiòcesi. Bertram va morir el 6 de juliol de 1945 al castell de Johannisbert, suposadament a causa de les a les demandes poloneses sobre ell (un grup ètnic alemany, que, però, havia advocat per la reconciliació entre Alemanya i Polònia durant l'època del règim de Pilsudski). Deportats alemanys expulsats, des de l'Alemanya Occidental, des de 1946 havien reivindicat que Bertram en realitat estava mort o gairebé pels "imperialistes" polonesos dins de l'Església Catòlica de Polònia.
El 16 de juliol el capítol arxidiocesà, encara format per nou membres, elegí Ferdinand Piontek, de parla polonesa, com a vicari capitular, a qui la Gestapo havia deportat de Breslau a inicis de 1945. En tornar a la ciutat va ser jurat pel capítol el 23 de juliol. El 12 d'agost de 1945, el cardenal August Hlond aparegué i demanà a Piontek que dimitís del seu càrrec pel territori arxidiocesà oriental de la línia Oder-Neiße, demanant actuar d'acord amb l'autoritat dels mandats papals, però, només aplicats al territori polonès de pre-guerra.
Així Piontek, desconeixedor del mandat, dimití de les parts poloneses de l'arxidiòcesi, però no pas de les zones a Txecoslovàquia i a l'Alemanya ocupada pels Aliats. Hlond dividí l'àrea polonesa en tres districtes administratius (Gorzów Wielkopolski, Opole, i Wrocław) i nomenà un administrador diocesà per a cadascun d'ells el 15 d'agost, amb efecte 1 de setembre. El vicari capitular Piontek confirmà Onderek el 18 d'agost de 1945 com a vicari general de la part txecoslovaca de l'arxidiòcesi. Es demanà a Piontek que ajudés a Milik, el nou administrador de Wrocław, i es quedà. També va poder tenir cura del clergat i dels laics germanòfons, que estaven en curs d'expulsió per part de les autoritats poloneses.
El Papa Pius XII no va reconèixer l'opressió de Hlond.per tal d'enfortir la posició de Piontek Pius XII li concedí els drets d'un bisbe resident el 28 de febrer de 1946. Malgrat això, el 9 de juliol les autoritats poloneses expulsaren Piontek i es quedà a Peine, llavors a la zona britànica d'ocupació. El 31 de juliol el Papa Pius XII confirmà el nomenament d'Onderek i el promogué a "Administrador apostòlic de la part txecoslovaca de l'arxidiòcesi de Breslau", amb seu a Český Těšín, separant-la definitivament de la jurisdicció de Breslau. L'arxidiòcesi de Breslau seguí existint, però, de iure aplicant-se només al territori arxidiocesà a les Zones d'ocupació aliades a la resta dels territoris alemanys de postguerra. Això també incloïa grans parts de la sufragània diòcesi de Berlín, llevat les zones a l'est de la línia Oder-Neiße. Malgrat això, el territori de les altres sufragànies, la diòcesi d'Ermland/Warmia havien quedat sota mandat polonès i soviètic, respectivament, i la Prelatura Territorial de Schneidemühl havia esdevingut polonesa.
Al 1947 Piontek tornà al territori diocesà a l'oest de la línia Oder-Neiße, i oficià com a vicari capitular a la branca local de l'ordinariat arxidiocesà al Görlitz silesi, creat a l'octubre de 1945. Malgrat la política antireligiosa soviètica aconseguí construir un nou seminari a Neuzelle al 1948, car l'antic seminari a Polònia era inaccessible pels candidats de l'oest de la nova frontera. Al 1953 Pius XII investí Piontek amb el dret de portar un bàcul i d'atorgar benediccions episcopals. El 23 de maig de 1953 Piontek esdevingué el bisbe titular de Barca.
La Santa Seu rebutjà reconèixer les demandes de l'Església polonesa, però, i només nomenà bisbes auxiliars a l'arquebisbat de Cracòvia per tal de servir els polonesos, que residien a Silèsia o que van anar allà per colonitzar-la. Legalment l'arxidiòcesi encara estava considerada com a part de la Conferència Fulda alemanya de bisbes catòlics, dins dels límits fronteres del 31 de desembre de 1937. Al 1951, quan la Santa Seu, semblant a l'Alemanya Occidental, encara que afirmà que Silèsia hauria de ser retornada a Alemanya en una data futura, la Santa Seu nomenà Theodor Bensch (1903-1958), bisbe titular de Tabuda, com a bisbe auxiliar de Breslau, també responsable de la part polonesa de la diòcesi de Berlín.

### A Polònia des de 1972

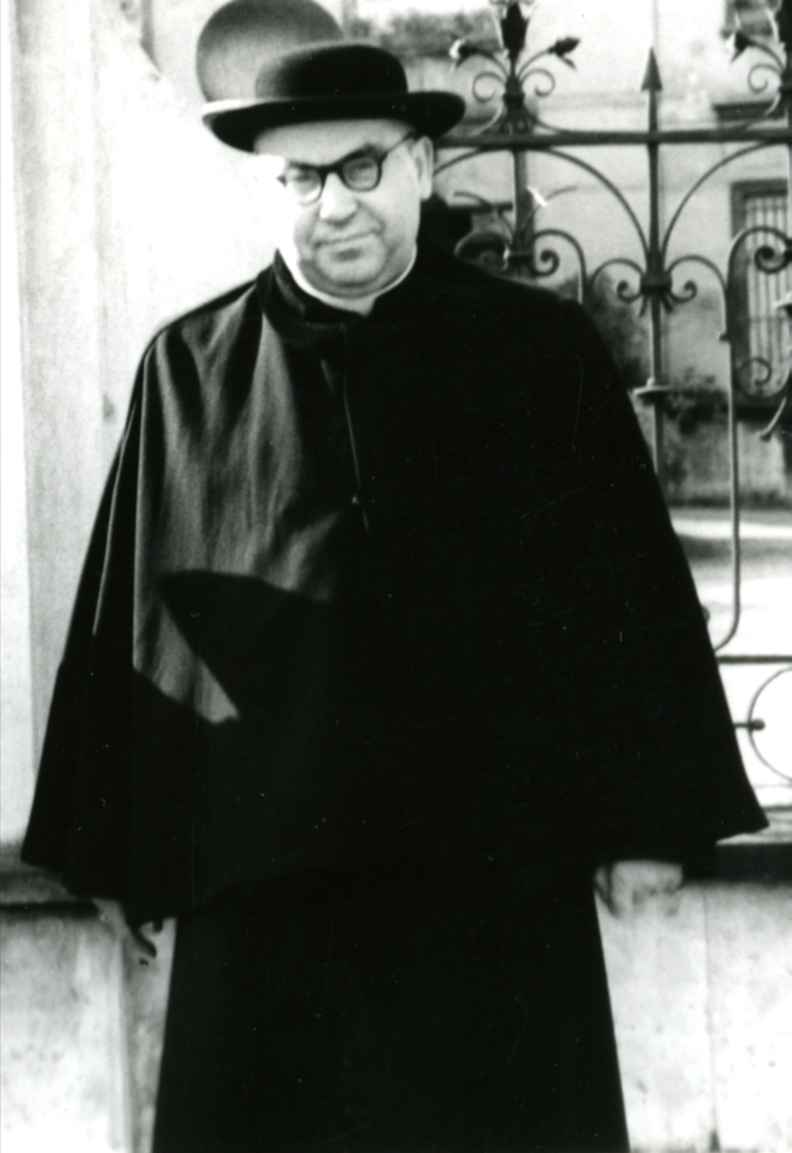
Bolesław Kominek, 2n arquebisbe (primer de postguerra) de Wrocław

El 28 de juny de 1972, però, en resposta al canvi a l'Alemanya Occidental a Ostpolitik, el Papa Pau VI redibuixà les fronteres arxidiocesanes a les fronteres de postguerra. La constitució apostòlica Vratislaviensis - Berolinensis et aliarum separà el territori arxidiocesà de l'Alemanya Oriental (esdevenint la nova administració apostòlica de Görlitz), el districte de Gorzów Wielkopolski esdevingué la diòcesi de Gorzów i el d'Opole es convertí en el bisbat d'Opoloe. Les sufragànies Berlin, Piła/Schneidemühl i Ermland/Warmia també van ser separades, l'antiga, esdevingué exempta; i Piła/Schneidemühl va ser dissolta i repartides entre les noves diòcesis de Gorzów, de Koszalin-Kołobrzeg, I el Warmia canvià com a sufragània de l'arquebisbat de Varsòvia.
La resta del territori arxidiocesà, augmentat amb el comtat de Kladsko (amb Bystrzyca Kłodzka, Kłodzko, Nowa Ruda i Polanica Zdroj, abans part de la diòcesi de Hradec Králové) esdevingueren la nova arxidiòcesi de Wrocław i membre de la Conferència Episcopal Polonesa. Així, el reverend Bolesław Kominek va ser nomenat per a ocupar la seu arxiepiscopal, esdevenint el primer bisbe polonès des del príncep-bisbe Leopold Graf Sedlnitzky Choltitz von Odrowąż, un noble austropolonès que va dimitir de la seu al 1840. Al 1978 l'administració apostòlica de l'àrea arxidiocesana de la Silèsia txeca va ser incorporada a l'arquebisbat d'Olomouc. Des de 1996 la regió de l'antiga administració apostòlica forma el gruix de la nova diòcesi d'diòcesi d'Ostrava-Opava, una sufragània d'Olomouc.
Els preveres alemanys expulsats i els fidels silesis alemanys de la part ara polonesa de l'arxidiòcesi de Breslau original van rebre el privilegi de tenir un visitador apostòlic, donat a tota la jurisdicció diocesana que ho demanés, pel Papa Pau VI al 1972, per tal de servir els Heimatvertriebene catòlics de Silèsia, a l'Alemanya Occidental. El primer visitador va ser Hubert Thienel, i el present i segon és Winfried König.
El 25 de març de 1992, en l'àmbit de la reorganització de les diòcesis poloneses desitjada pel Papa Joan Pau II amb la butlla Totus tuus Poloniae populus, cedí porcions de territori per tal que s'erigissin els bisbats de Kalisz i de Legnica.
El 24 de febrer de 2004 cedí de nou una porció de territori perquè s'erigís el bisbat de Świdnica.

## Episcopologi
- Jan † (1000 - ?)
- Hieronim † (1046 - 1062 mort)
- Jan II † (1063 - 1072 mort)
- Piotr I † (1074 - 1111 mort)
- Żyrosław I † (1112 - 1120 mort)
- Heymo † (1120 - 1126 mort)
- Robert I † (1126 - 1140 mort)
- Robert II † (1140 - 1142 nomenat bisbe de Cracòvia)
- Konrad † (1142 - 1146 mort)
- Jan (Janik) † (1146 - 1149 nomenat arquebisbe de Gniesen)
- Walter z Malonne † (1149 - 1169 mort)
- Żyrosław II † (1170 - 1198 mort)
- Jarosław z Opola † (1198 - 22 de març de 1201 mort)
- Cyprian, O.Praem. † (1 de març de 1201 - 25 d'octubre de 1207 mort)
- Wawrzyniec † (1207 - 7 de juny de 1232 mort)
- Tomasz I † (1232 - 30 de maig de 1268 mort)
  - Władysław Henrykowicz † (1268 - 27 d'abril de 1270 mort) (administrador apostòlic)
- Tomasz Zaremba † (1270 - 1292 mort)
- Jan Romka † (1292 - 19 de novembre de 1301 mort)
- Henryk z Wierzbna † (1302 - 23 de setembre de 1319)
  - Wit de Habdank † (1319 - 27 de novembre de 1325) (bisbe elegit per una part del capítol)
  - Lutold z Kromieryża † (1319 - 1326) (bisbe elegit per l'altra part del capítol)
- Nanker † (1326 - 8 d'abril de 1341 mort)
- Przecław z Pogorzeli † (28 de gener de 1342 - 5 ó 6 d'abril de 1376 mort)
- Wacław z Legnicy † (28 de juliol de 1382 - 1417 renuncià)
- Konrad z Oleśnicy † (17 de desembre de 1417 - 9 d'agost de 1447 mort)
- Piotr Nowak † (1447 - 6 de febrer de 1456 mort)
- Jodok z Rożemberka † (1456 - 12 de desembre de 1467 mort)
- Rudolf von Rüdesheim † (1468 - 17 de gener de 1482 mort)
- Jan Roth † (1482 - 21 de gener de 1506)
- Jan Thurzo † (21 de gener de 1506 - 2 d'agost de 1520 mort)
- Jakub von Salza † (1 de setembre de 1520 - 25 d'agost de 1539)
- Baltazar von Promnitz † (1539 - 20 de gener de 1562 mort)
- Kaspar von Logau † (17 d'abril de 1562 - 4 de juny de 1574 mort)
- Marcin Gerstmann † (1 de juliol de 1574 - 23 de juny de 1585 mort)
- Andreas Jerin † (1 de juliol de 1585 - 5 de novembre de 1596 mort)
- Bonaventura Hahn † (5 de desembre de 1596 - 19 de febrer de 1599 renuncià)
- Paul Albert † (5 de maig de 1599 - 6 de maig de 1600 mort)
- Jan von Sitsch † (18 de juliol de 1600 - 25 d'abril de 1608 mort)
- Karl I Habsburg † (1608 - 28 de desembre de 1624 mort)
- Karl Ferdinand von Vasa (Wasa) † (3 de maig de 1625 - 9 de maig de 1655 mort)
- Leopold Wilhelm d'Àustria † (21 de gener de 1656 - 2 de novembre de 1662 mort)
- Carles Josep d'Àustria † (23 d'abril de 1663 - 27 de gener de 1664 mort)
- Sebastian Ignaz von Rostock † (24 d'abril de 1664 - 9 de juny de 1671 mort)
- Federico d'Assia-Darmstadt † (3 de setembre de 1671 - 19 de febrer de 1682 mort)
- Franz Ludwig am Rhein zu Neuburg † (30 de juny de 1683 - 18 d'abril de 1732 mort)
- Philipp Ludwig von Sinzendorf † (3 de setembre de 1732 - 28 de setembre de 1747 mort)
- Philipp Gotthard von Schaffgotsch † (5 de març de 1748 - 5 de gener de 1795 mort)
  - Johann Moritz von Strachwitz † (4 d'abril de 1766 - 28 de gener de 1781 mort) (vicari apostòlic pel Regne de Prússia)
  - Joseph Christian Franz de Paula zu Hohenlohe-Waldenburg-Bartenstein † (5 de gener de 1795 - 21 de gener de 1817 mort) (vicari apostòlic pel Regne de Prússia)
- Emanuel von Schimonski-Schimoni † (16 d'octubre de 1823 - 27 de desembre de 1832 mort)
- Leopold Sedlnitzky Choltiz von Odrownocz † (27 d'octubre de 1835 - 10 d'octubre de 1840 renuncià)
- Joseph Knauer † (27 d'agost de 1841 - 16 de maig de 1844 mort)
- Melchior Ferdinand Joseph von Diepenbrock † (15 de gener de 1845 - 20 de gener de 1853 mort)
- Heinrich Ernst Karl Förster † (19 d'abril de 1853 - 20 d'octubre de 1881 mort)
- Robert Herzog † (24 de març de 1882 - 26 de desembre de 1886 mort)
- Georg von Kopp † (9 d'agost de 1887 - 4 de març de 1914 mort)
- Adolf Bertram † (25 de maig de 1914 - 6 de juliol de 1945 mort)
- Bolesław Kominek † (28 de juny de 1972 - 10 de març de 1974 mort)
- Henryk Roman Gulbinowicz (3 de gener de 1976 - 3 d'abril de 2004 jubilat)
- Marian Gołębiewski (3 d'abril de 2004 - 18 de maig de 2013 jubilat)
- Józef Piotr Kupny, des del 18 de maig de 2013

## Demografia
A finals del 2010, la diòcesi tenia 1.152.710 batejats sobre una població de 1.199.332 persones, equivalent al 96,1% del total.
| any  | població  | població  | població | sacerdots | sacerdots       | sacerdots       | sacerdots             | diaques | religiosos | religiosos | parròquies |
| ---- | --------- | --------- | -------- | --------- | --------------- | --------------- | --------------------- | ------- | ---------- | ---------- | ---------- |
| any  | batejats  | total     | %        | total     | clergat secular | clergat regular | batejats por sacerdot | diaques | homes      | dones      |            |
| 1958 | 4.000.000 | 5.300.000 | 75,5     | 2.110     | 1.500           | 610             | 1.895                 |         | 610        | 350        | 1.220      |
| 1980 | 2.654.000 | 2.953.000 | 89,9     | 1.340     | 904             | 436             | 1.980                 |         | 480        | 2.452      | 592        |
| 1990 | 3.025.900 | 3.117.470 | 97,1     | 1.545     | 1.141           | 404             | 1.958                 |         | 669        | 1.878      | 653        |
| 1999 | 1.470.100 | 1.580.039 | 93,0     | 1.105     | 780             | 325             | 1.330                 |         | 548        | 1.341      | 403        |
| 2000 | 1.470.100 | 1.580.039 | 93,0     | 1.099     | 777             | 322             | 1.337                 |         | 521        | 1.315      | 404        |
| 2001 | 1.470.100 | 1.580.039 | 93,0     | 1.094     | 771             | 323             | 1.343                 |         | 516        | 1.309      | 407        |
| 2002 | 1.470.100 | 1.580.000 | 93,0     | 1.121     | 787             | 334             | 1.311                 |         | 506        | 1.308      | 410        |
| 2003 | 1.470.100 | 1.580.000 | 93,0     | 1.134     | 799             | 335             | 1.296                 |         | 523        | 1.321      | 410        |
| 2004 | 1.470.100 | 1.580.000 | 93,0     | 1.163     | 814             | 349             | 1.264                 |         | 520        | 1.261      | 413        |
| 2010 | 1.152.710 | 1.199.332 | 96,1     | 950       | 602             | 348             | 1.213                 |         | 462        | 832        | 300        |